# Karl von Brandenstein
Pour les articles homonymes, voir Brandenstein.
Karl Hermann Bernhard von Brandenstein (né le 27 décembre 1831 à Potsdam et mort le 17 mars 1886 à Berlin) est un lieutenant général prussien .

## Biographie

### Origine
Karl est issu de la noble famille Brandenstein. Il est le fils du lieutenant général prussien Karl August von Brandenstein (né le 24 janvier 1792 à Nauen et mort le 30 mars 1863 à Berlin) et de son épouse Auguste Friederike Bernhardine, née von Rieben (de) (née le 7 mars 1796 à Tschilesen et morte le 10 juillet 1853 à Münster). Le lieutenant-général prussien Friedrich von Brandenstein (1786-1857) est son oncle..

### Carrière militaire
Brandenstein fait ses études dans le corps de cadets à partir de mai 1846 et rejoint le 1er régiment de grenadiers de la Garde en tant qu'enseigne portepee en 1849. Il y devient sous-lieutenant le 19 septembre 1850 et est adjudant du bataillon de fusiliers à partir de 1853. De 1855 à 1858, il étudie à l'École générale de guerre et sert dans le 5e régiment d'artillerie de campagne et dans le département du génie de la Garde. En 1862, il devient professeur à l'école de guerre de Potsdam et l'année suivante, il rejoint la 16e division d'infanterie en tant qu'officier d'état-major
Après avoir été nommé à l'état-major du 8e corps d'armée, participe à la guerre germano-autrichienne en 1866 au haut commandement de l'armée de l'Elbe et est promu major. Après la fin de la guerre, il est officier d'état-major dans la division grand-ducale de Hesse et rejoint l'état-major en juin 1868.
En préparation de la guerre franco-prussienne, Brandenstein élabore les plans du département ferroviaire de l'état-major. C'est grâce à ses capacités d'organisation que les troupes allemandes peuvent marcher à grande vitesse vers la frontière avec la France. En juillet 1870, Brandenstein est promu lieutenant-colonel. Pendant la guerre, il reste au Grand Quartier Général et est l'un des plus proches collaborateurs du maréchal Moltke. En mai 1871, il est nommé chef du département des chemins de fer.
Le 18 janvier 1875, Brandenstein est promu colonel et le 15 juin il reçoit le grade et les responsabilités de commandant de brigade. Après avoir été promu major général, il est mis à disposition en mai 1876 pour des raisons de santé avec la perspective d'être réintégré. Une fois sa santé rétablie, Brandenstein reprend du service le 30 mars 1883 et est nommé commandant de la 31e division d'infanterie le 15 mai 1883, avec promotion au grade de lieutenant général. Parallèlement, il dirige également l'entreprise comme gouverneur de Strasbourg à partir du 16 août 1884. Le 3 novembre 1884, le roi Guillaume Ier le nomme chef du corps du génie (de).
En raison de la détérioration de sa santé, il ne peut plus continuer à occuper ce poste à partir du 13 février 1886. Brandenstein meurt peu de temps après à Berlin et est enterré le 20 mars 1886 dans le cimetière des Invalides.

### Famille
Brandenstein se marie Sophie von Blücher (née le 10 mars 1849 à Rostock et morte le 24 août 1932 à Ballenstedt), fille du professeur Helmuth von Blücher (de), le 18 août 1879 à Ballenstedt. Avec elle, il a les enfants suivants :
- Friedrich Helmuth Hans (né le 4 décembre 1880 à Guben), major prussien à l'état-major
- Bernhardine Sophie Henriette (née le 4 mars 1883 à Guben)